# Кристоф (Вюртемберг)
Кристоф фон Вюртемберг (на немски: Christoph von Württemberg; * 12 май 1515, Урах; † 28 декември 1568, Щутгарт) е четвъртият херцог на Вюртемберг, управлявал от 1550 до 1568 г.

## Живот
Кристов е син на херцог Улрих I (1487 – 1550) и съпругата му Сабина Баварска (1492 – 1564), която е дъщеря на баварския херцог Албрехт IV и австрийската ерцхерцогиня Кунигуда. По майчина линия Кристов е правнук на император Фридрих III и на португалската инфанта Елеонора.
През ноември 1515 г., няколко месеца след неговото раждане, майката на Кристов бяга в двора на родителите си в Мюнхен. Кристоф и по-голямата му сестра Анна (1513 – 1530) остават първо при баща им в Щутгарт.
След капитулацията на замъка Хоентюбинген и изгонването на баща му през 1519 г. Кристоф е изпратен в императорския двор Инсбрук при император Карл V – наследника на умрелия същата година негов далечен чичо Максимилиан I. Там Кристов расте и събира опит в политическия живот. Участва и във войната против турците.

## Фамилия
През 1544 г. Кристоф се жени за Анна Мария фон Бранденбург-Ансбах (1526 – 1589), дъщеря на бранденбургския маркграф Георг. От нея Кристоф има децата:
- Еберхард (1545 – 1568), наследствен принц на Вюртемберг
- Хедвиг (1547 – 1590); ∞ ландграф Лудвиг IV от Хесен-Марбург
- Елизабет (1548 – 1592); ∞ I. граф Георг Ернст фон Хенеберг-Шлойзинген, ∞ II. пфалцграф Георг Густав фон Велденц-Лаутерекен
- Сабина (1549 – 1582); ∞ ландграф Вилхелм IV от Хесен-Касел
- Емилия (1550 – 1589); ∞ пфалцграф Райхард фон Зимерн
- Елеонора (1552 – 1618); ∞ I. княз Йоахим Ернст I от Анхалт, ∞ II. ландграф Георг I от Хесен-Дармщат
- Лудвиг I (1554 – 1593), херцог на Вюртемберг
- Максимилиан (1556 – 1557)
- Улрих (1558 – 1558)
- Доротея Мария (1559 – 1639); ∞ пфалцграф Ото Хайнрих от Зулцбах
- Анна (1561 – 1616); ∞ I. херцог Йохан Георг от Олава, ∞ II. херцог Фридрих IV фон Лигниц
- София (1563 – 1590), ∞ на 5 май 1583 г. във Ваймар за херцог Фридрих Вилхелм I от Саксония-Ваймар